# Eerste Lateraans Concilie
Het Eerste Lateraans Concilie (1123) te Rome is het eerste concilie in het Westen na het schisma van 1054. Het werd samen geroepen door paus Callixtus II.
De behandelde onderwerpen waren de investituurstrijd en het Concordaat van Worms (1122).
Er was ook een sterke behoefte om de sociale en religieuze problemen kritisch te bekijken.
Besluiten van dit concilie:
- Het Concordaat van Worms werd goedgekeurd. Bisschoppen en prelaten worden op canonieke wijze gekozen, maar blijven tevens wereldlijke bestuurders.
- Kerkregels van verschillende aard werden uitgevaardigd.